# Ingo Hoffman
 Ingo Hoffman  va ser un pilot de curses automobilístiques brasiler que va arribar a disputar curses de Fórmula 1.
Va néixer el 28 de febrer del 1953 a Sao Paulo, Brasil.

## A la F1
Ingo Hoffman va debutar a la primera cursa de la temporada 1976 (la 27a temporada de la història) del campionat del món de la Fórmula 1, disputant el 25 de gener del 1976 el G.P. de Brasil al circuit de Interlagos.
Va participar en un total de sis curses puntuables pel campionat de la F1, disputades en dues temporades consecutives (1976-1977) aconseguint una setena posició com millor classificació en una cursa i no assolí cap punt pel campionat del món de pilots.

## Resultats a la Fórmula 1
| Any  | Equip                 | Xassís     | Motor    | 1       | 2     | 3         | 4       | 5   | 6   | 7   | 8       | 9   | 10  | 11  | 12  | 13  | 14  | 15  | 16  | 17  | Posició | Punts |
| ---- | --------------------- | ---------- | -------- | ------- | ----- | --------- | ------- | --- | --- | --- | ------- | --- | --- | --- | --- | --- | --- | --- | --- | --- | ------- | ----- |
| 1976 | Copersucar-Fittipaldi | Fittipaldi | Cosworth | BRA 11  | SUD   |           |         |     |     |     |         |     |     |     |     |     |     |     |     |     | -       | 0     |
| 1976 | Copersucar-Fittipaldi | Fittipaldi | Cosworth |         |       | O.USA NVQ | ESP NVQ | BEL | MON | SUE | FRA NVQ | GBR | ALE | AUT | HOL | ITA | CAN | USA | JAP |     | -       | 0     |
| 1977 | Copersucar-Fittipaldi | Fittipaldi | Cosworth | ARG Ret | BRA 7 | SUD       | O.USA   | ESP | MON | BEL | SUE     | FRA | GBR | ALE | AUT | HOL | ITA | USA | CAN | JAP | -       | 0     |

### Resum
| Curses: | Victòries: | Pòdiums: | Poles: | Voltes ràpides: | Punts: |
| ------- | ---------- | -------- | ------ | --------------- | ------ |
| 6       | 0          | 0        | 0      | 0               | 0      |